# Стрэйхорн, Билли
Уильям Томас «Билли» Стрэйхорн, англ. William Thomas "Billy" Strayhorn (29 ноября 1915, Дейтон, Огайо — 31 мая 1967) — американский джазовый музыкант. Работал как аранжировщик, пианист и композитор в оркестре Дюка Эллингтона с 1939 года. Среди его композиций наибольшую известность получили «Садись на поезд А» (Take the A Train), «Атласная кукла» (Satin Doll), «Мост Челси» (Chelsea Bridge) и «Яркая жизнь» (Lush Life).
В музыкальной среде имел скандальную репутацию, поскольку открыто афишировал свою гомосексуальность. В конце 1950-х прекратил сотрудничество с Эллингтоном и выпустил несколько сольных альбомов.
Умер от рака в 1967 году.